# Abdij van Saint-Valery-sur-Somme

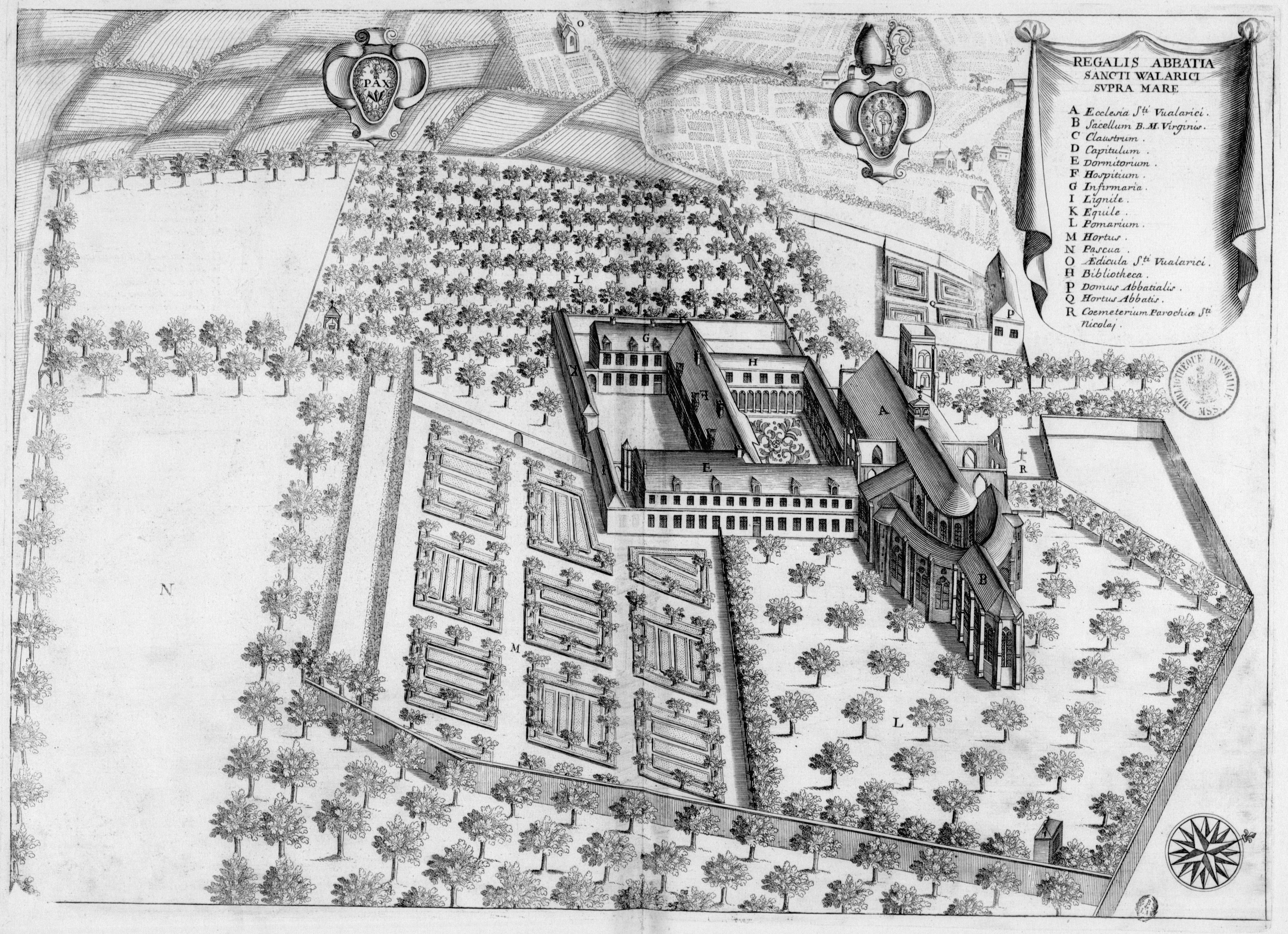
De abdij in de 18e eeuw

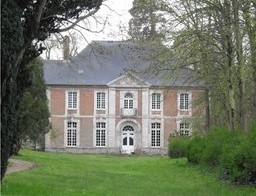
Paleis van de abt

De Abdij van Saint-Valery-sur-Somme (Frans: Abbaye de Saint-Valery-sur-Somme) is een voormalige abdij in de tot het Franse departement Somme behorende stad Saint-Valery-sur-Somme, gelegen aan de Rue de l'Abbaye.

## Geschiedenis
De abdij der Benedictijnen werd gesticht in 615 door Sint-Walricus. Tijdens de invasies van de Vikingen werd de abdij verwoest. Volgens een legende zouden Walricus en Ricarius in een droom aan Hugo Capet (940-996) hebben voorspeld dat hij koning van Frankrijk zou worden, mits hij als tegenprestatie hun relieken vanuit Vlaanderen terug naar Saint-Valery-sur-Somme zou brengen. Dit zou hij gedaan hebben waarbij hij, met het schrijn op zijn schouder, via de Gué de Blanquetaque, de Somme zou zijn overgestoken.
De abdij werd eveneens begunstigd door Willem de Veroveraar. De monniken van hun kant legden moerassen droog en veroverden land op de zee. Maar tijdens de Honderdjarige Oorlog werden de torens en de kloostergang van de abdij verwoest door de Engelsen, die de materialen gebruikten. In 1451 werden de monniken weggezonden en in 1475 werd de abdij gesloopt.
Hoewel de abdij weer werd heropgericht, was er grote onenigheid tussen de monniken en vond er binnen de kloosteromheining zelfs een moord plaats. In 1568 werd de abdij door de hugenoten in brand gestoken.
In de 17e eeuw is François Fénelon nog een tijdje abt geweest. De abdij werd verbonden aan de congregatie der Mauristen, waarbij deze uitgroeide tot een intellectueel centrum. In de loop van de 18e eeuw verwierf de abdij vele bezittingen. De graaf van Artesië wilde de abdij, die einde 18e eeuw nog slechts negen monniken telde, omvormen tot een maritiem hospitaal, maar zover kwam het niet omdat de abdij tijdens de Franse Revolutie in 1791 opgeheven en onteigend werd. Antoine-Augustin Renouard kocht de abdij en trok er zich in 1834 in terug.

## Heden
Van de abdij zijn enkele ruïnes bewaard gebleven, namelijk van de zuidbeuk, van de apsiskapel van de abdijkerk, en enkele restanten van de 17e-eeuwse kloostergang. Ook het paleis van de abt is nog aanwezig, evenals de kloostermuur met patronen in silex en krijtsteen. Deze restanten zijn in 1989 ingeschreven als monument historique. Ze behoren tot een privaat domein.